# Casa de las Vestales
La Casa de las Vestales o Casa de las Vírgenes Vestales  (en latín Atrium Vestae) era la residencia (domus) de las Vírgenes Vestales, en el Foro Romano. Situada tras la Regia, forma, con el templo de Vesta, un complejo único llamado atrium vestae.

## Ubicación
Estaba situada justo detrás del circular Templo de Vesta en el extremo oriental del Foro Romano. El edificio se encuentra en las proximidades de la Regia, residencia del Pontifex Maximus que dirigía el colegio de las vestales, y en las proximidades del templo de Vesta.
La domus publica, donde residía el Pontifex Maximus, se hallaba cerca del Atrium Vestae hasta que el papel fue asumido por los emperadores.
Esta parte del foro, que se encuentra junto al Palatino y que asciende hacia la colina de la Velia, ubica estos tres monumentos en el sector del Foro más protegido de las inundaciones del Tíber o los desbordamientos de los arroyos y los manantiales de las colinas, que eran frecuentes en el período arcaico.

## Historia

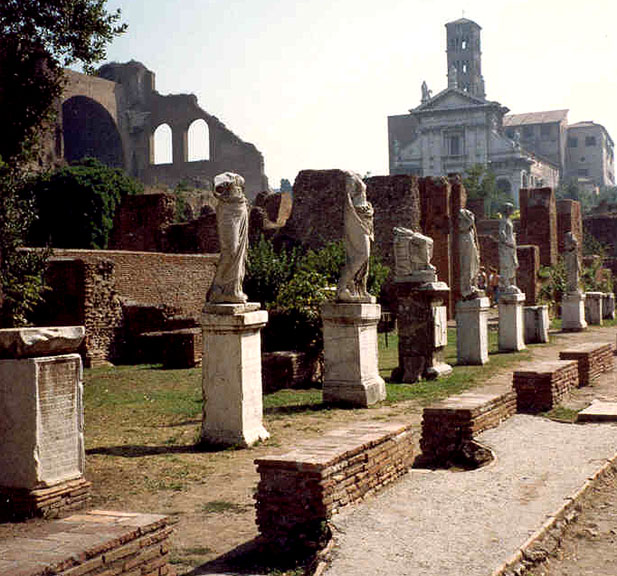
Estatuas en la Casa de las Vestales.

El antiguo nombre de atrium vestae designaba en origen el lugar de culto de la diosa, un espacio abierto rodeado de edificios, situado junto al templo de Vesta. No fue hasta el siglo II a. C. que la residencia de las vírgenes vestales en una parte, que ocupa el área entre la Regia y la domus publica - la residencia del  Pontífice Máximo - y de las laderas del Palatino.
En ese momento, el edificio era mucho más pequeño y se alineaba con los mismos puntos cardinales que la Regia. En virtud de estos restos, las primeras fases de la construcción en varias ocasiones se han puesto de relieve en estrecha relación con la reconstrucción de la Regia, datando del siglo VI a. C. Las recientes excavaciones de Andrea Carandini también han descubierto los restos de una cabaña del siglo VIII a. C., que se interpreta como la casa de las vestales de la monarquía romana. El templo ya estaba rodeado por un muro incorporado a la casa, de la que se ignora si tenía planta circular. Sabemos, sin embargo, que la entrada ya hecha, como las reconstrucciones posteriores, miraba hacia el este.
En el año 12, Augusto, en calidad de Pontifex maximus, entregó a las vestales la Domus Publica, residencia del pontífice donde Julio César había vivido. 
El complejo, a los pies del Palatino, situado en un bosque sagrado que fue invadido poco a poco en época imperial, fue asolado por el incendio de Roma de julio del año 64, que dañó la parte oriental del foro hasta la Regia, el templo de Vesta y la Casa de las Vestales, la cual fue reconstruida varias veces a lo largo del Imperio. Nerón restauró el complejo, que fue reconstruido a un nivel más alto sobre un nuevo plano y una nueva orientación, según el eje de otras construcciones en torno a la plaza del Foro. Las excavaciones de Lanciani (1884) y de Boni (1907) pusieron de manifiesto las ruinas visibles que le pertenecieron, sobre la base de las marcas estampadas sobre los ladrillos utilizados en la construcción, en una reconstrucción que se puede datar, principalmente, de la época de Trajano. 
Afectada de nuevo, como el templo de Vesta, por el gran incendio del año 191, no fue hasta 193 que Septimio Severo emprendió la reparación del ala oeste de la Casa de las Vestales. Las ruinas de lo que se puede ver en la actualidad, pertenecen mayoritariamente a esta época de Septimio Severo. 
Después de la disolución del colegio de vestales con la abolición del culto pagano, la derrota de los últimos defensores del paganismo en Aquileya en 394 y la introducción del cristianismo obligatorio por Teodosio I en 391, la casa fue abandonada por las últimas vestales para convertirse en una residencia de los funcionarios de la corte imperial y más tarde de la corte papal. Lo demuestra el descubrimiento, en ese sitio, de un tesoro monetario de 397 monedas de oro del siglo V, además de otro de 830 monedas anglosajonas de los siglos IX y X.
El período de marcado abandono de la zona del foro entre los siglos IX y XII es el de la ruina y el enterramiento de la Casa de las Vestales. Desde el siglo XV, se desenterraron en numerosas ocasiones las bases de las estatuas con las inscripciones dedicadas a Vesta, que datan de entre finales del siglo III y el año 377, hoy en día llevadas al patio. 
Desde el 27 de enero de 2011, el complejo renovado está de nuevo abierto a los visitantes.

## Descripción

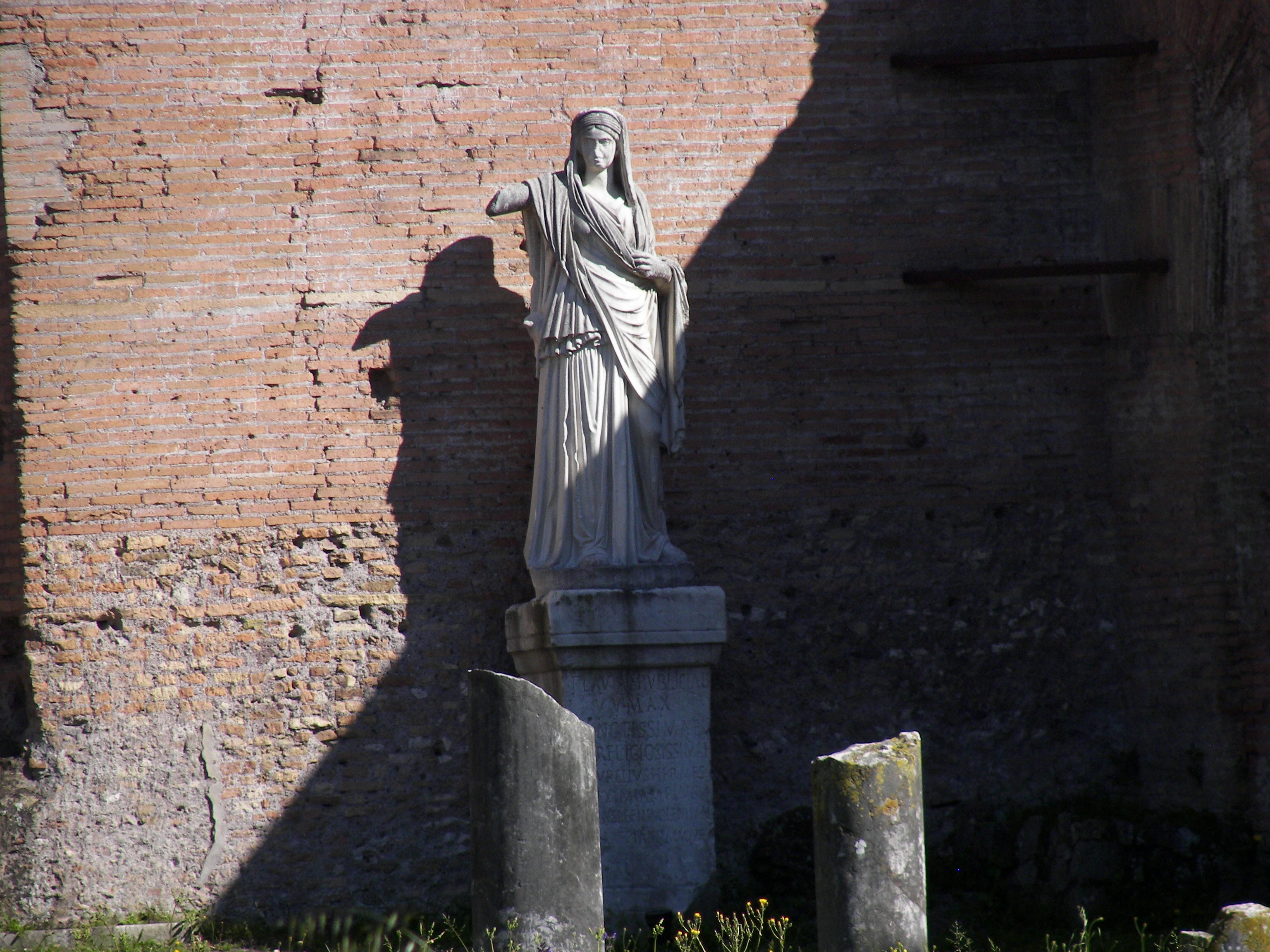
Estatua de Flavia Publicia.

La Casa de las Vestales era un palacio de tres pisos y 50 habitaciones en el antiguo Foro Romano construido alrededor de un elegante atrio alargado o patio ajardinado con una doble piscina. En el pórtico estaban las estatuas de las vestales máximas o supremas sacerdotisas de la orden, situadas sobre un podio, donde se detallaban sus virtudes. Al este, existía una sala abierta abovedada con una estatua de Numa Pompilio, el fundador mitológico del culto a la diosa Vesta. 
El aspecto actual del complejo está vinculado a la última restauración de Julia Domna, la esposa de Septimio Severo, tras el incendio de 191. Hoy en día, pueden contemplarse restos de las estatuas de las vestales y una rueda de molino con la que molían el trigo para la fabricación del mola salsa que, siguiendo un ritual, se ofrecía a Vesta. A pesar del nombre de atrium vestae, el plano de la casa no es el de una domus con atrio de la tradición arquitectónica romana, sino el de una casa con peristilo a numerosos niveles, enteramente construido en ladrillos y cuyo plano general aún es visible. 

### El edículo de Vesta

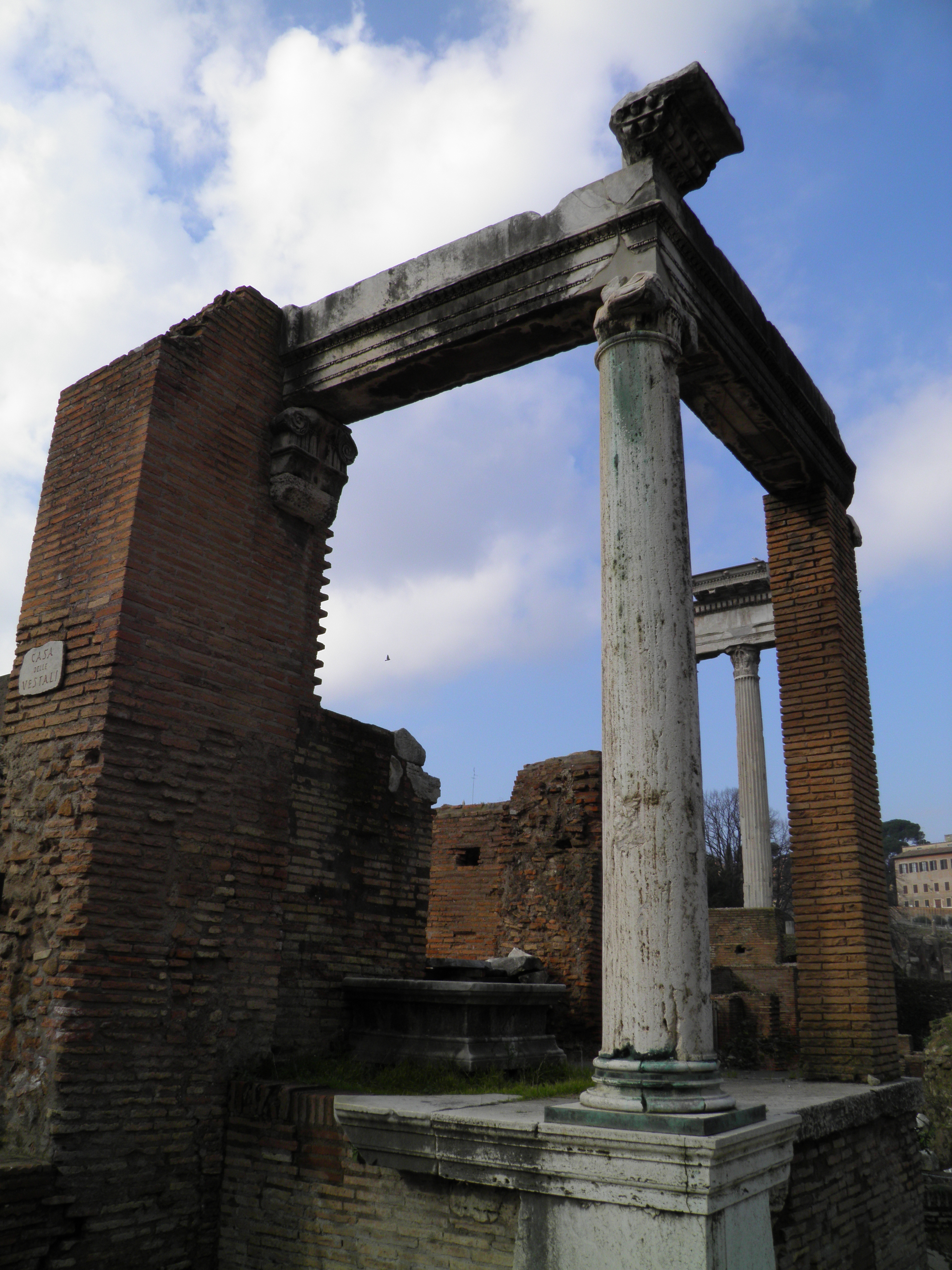
El edículo de Vesta, tras la restauración de finales del.

La Casa de las Vestales fue accesible por una entrada al este del templo. A la derecha de la entrada se encuentra un edículo sostenido en origen por dos columnas jónicas de las que sólo se ha reconstruido una, mientras que la otra fue reemplazada por un pilar de ladrillos. La inscripción sobre el friso demuestra que se construyó con dinero público por decreto del Senado. Las marcas de los ladrillos permiten datar este monumento de la época de Adriano. Como la tradición indica que el templo de Vesta estaba desprovisto de estatuas de la diosa, puede que la estatua se situase en este lugar.

### Patio central

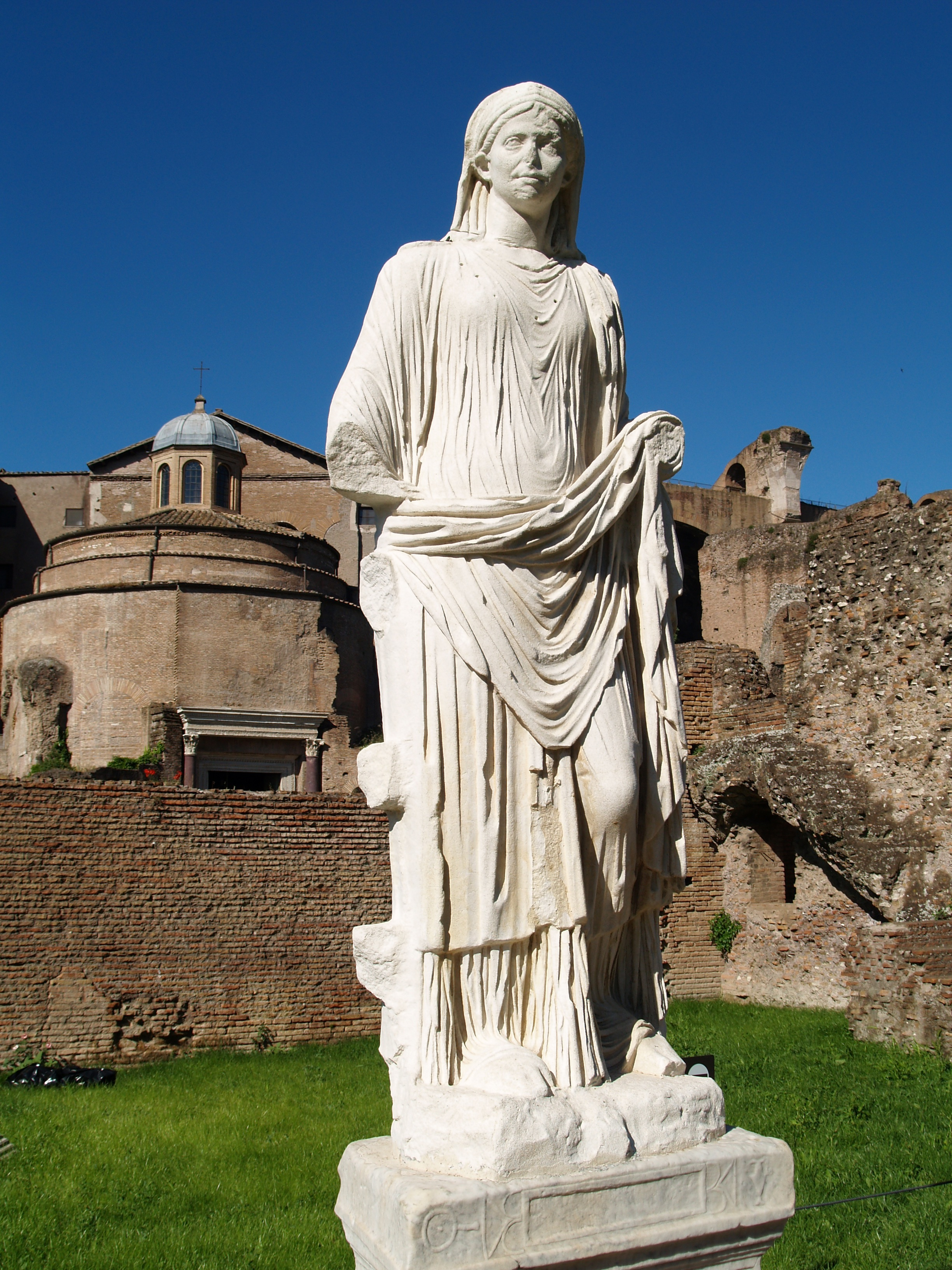
Estatua de vestal.

El centro de la casa es un patio con peristilo de 69 metros de longitud, cuyo eje mayor se alinea con la sucesión de tres piscinas rectangulares de dimensiones diferentes. La del centro fue cubierta con posterioridad con una construcción octogonal en ladrillo, de la época constantiniana y uso desconocido, hoy en día retirada.
Las estatuas de las Grandes Vestales se alinearon bajo el pórtico en torno al patio. Se encontraron numerosas bases y estatuas sobre todo en el lado oeste del patio, aparentemente por haberse transformado en la Edad Media en un horno de cal. Las más bellas están hoy en día en los museos, mientras que los demás restos se colocaron sin un criterio preciso, uniendo arbitrariamente bases y estatuas, pues la disposición original se desconoce.
Las inscripciones indican el nombre y el título de virgo vestalis maxima, así como la fecha de dedicatoria por el nombre de los cónsules epónimos, remontándose a la última fase de la construcción de las bases, contemporáneas de o posteriores a la época de Septimio Severo:
- Numisia Maximillia, 201[8]
- tres estatuas de Terencia Flavola, en 209, 213 y 215[9]
- Campia Severina, en 240[10]  (más expuesta)
- Flavia Mamilia, 242 (más expuesta)[11]
- dos estatuas de Publicia Flavia, 247 y 257[12]
- Celia Claudina, 286[13]
- dos estatuas de Terencia Rufilla, 300 y 301 (más expuesta)[14]
- Celia Concordia, 380 (más expuesta)[15]

Sobre otra base que data del 364 en el lado sur, junto a la escalera que da a la Via Nova, se borró el nombre de una vestal, de la que sólo se reconoce la primera letra C. Podría tratarse de la vestal Claudia, mencionada por Prudencio, el poeta cristiano de finales del siglo IV. Se habría convertido al cristianismo, por lo que su nombre fue eliminado por los últimos creyentes en el paganismo.
Sobre cada uno de los cuatro lados del patio, se alinean habitaciones y salas, algunas cubiertas con seguridad de mármol coloreado. Los escalones de la escalera prueban la existencia de una o dos plantas, algunas comunicarían con la via Nova, que recorre el pie del Palatino.
La interpretación del uso de estas habitaciones es generalmente inseguro.

### «Tablinum» y lado este

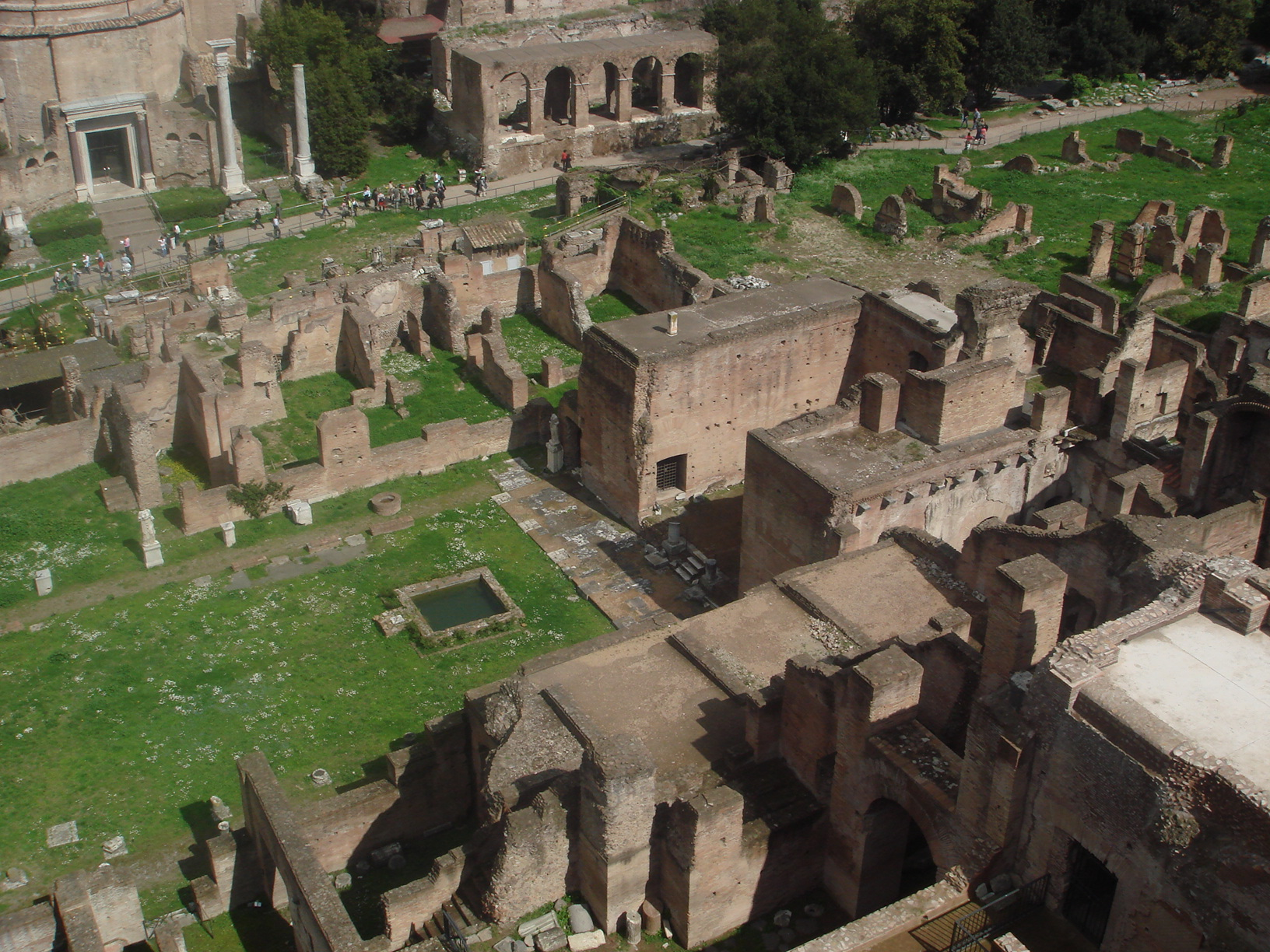
Lado este de la casa de las vestales.

En el lado oriental del patio se abre una vasta sala en el pasado abovedada, incorrectamente llamada tablinum (sala de recepción en la domus romana), y flanqueada en cada lado por tres pequeñas piezas cuadradas, son seis habitaciones que se corresponden con el número de las vestales. Pietro Romanelli excluye, por razón de su pequeñez, que sean las habitaciones de las sacerdotisas, y sugiere que eran depósitos personales para cada una de ellas. 
En un nivel inferior, se encuentran los restos de un santuario, que podría ser el de los Lares. Una estatua de mármol de un hombre barbudo podría representar a Numa Pompilio, el legendario fundador del culto a Vesta, que se conserva en el Antiquarium del Foro.
Los restos de una escalera al lado del tablinum demostraría la existencia de una tercera planta, quizá destinada al personal de servicio.

### Lado sur

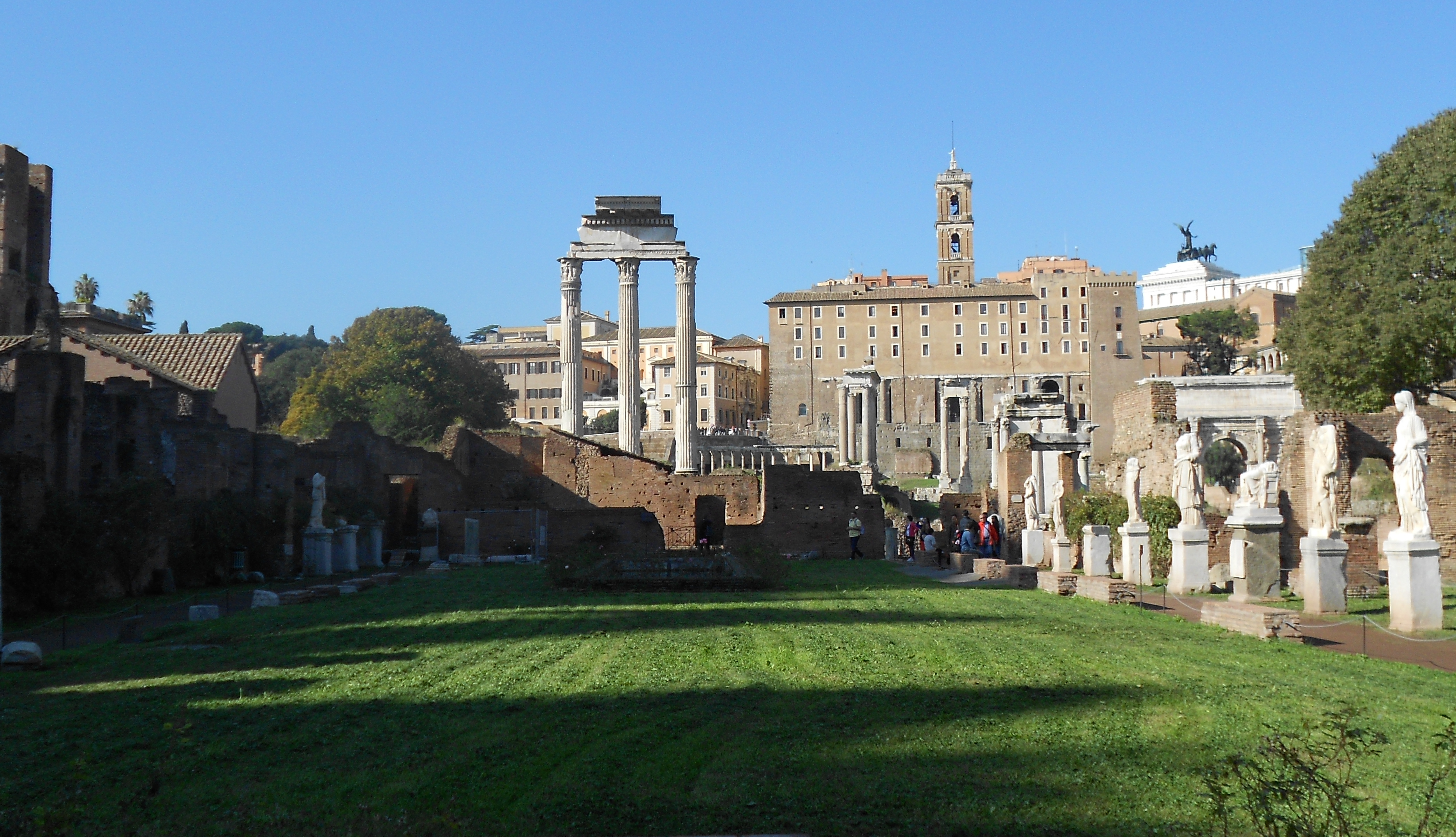
Casa de las vestales, lado sur, en el atrio.

El lado sur es el mejor conservado, con muchas habitaciones que dan a un pasillo largo: en el lado este, una habitación con dos pequeños depósitos que se interpretan como hornos, al lado de una habitación con los restos de un molinillo.
En el centro del lado sur, una gran sala flanqueada de dos pequeñas habitaciones, de la que una está dotada de vestíbulo, indican probablemente una cocina. De aquí partía una escalera hacia la planta superior, donde se hallaban las habitaciones de las vestales con los baños equipados de instalaciones de calefacción. Esta escalera ofrecería así un acceso a la via Nova que recorre el lado meridional de la casa. Otras dos escaleras hacia la primera planta se encuentran en el extremo oeste del ala sur.
En el ángulo suroeste, una sala con un ábside pudo ser un santuario, quizá el del dios misterioso Ayo Locucio, situado en el viejo bosque sagrado de Lucus Vestales. Según Cicerón, este emplazamiento dio lugar a una antigua leyenda, según la cual, en 390 a. C., una voz misteriosa, pero que no fue escuchada, habría advertido a los romanos del imminente asalto de los galos.

### Lado oeste
El lado oeste está ocupado por una gran sala rectangular, en el lado opuesto al tablinum, generalmente identificada como un triclinium.

### Lado norte
Las habitaciones del lado septentrional del patio están mal conservadas. Los elementos disponibles no permiten atribuirles una función concreta, sino meras hipótesis. Hay restos de edificios anteriores al gran incendio de Roma en 64, que siguen la anterior orientación según los puntos cardinales. El uso para la construcción de cappellaccio o de gran aparejo en toba volcánica testimonio de construcción de las épocas arcaica y republicana. Una pasarela moderna permite ver los restos del edificio republicano debajo, con un pavimento de mosaico en el que se insertan fragmentos irregulares de mármol (lithostrôton).

## Galería

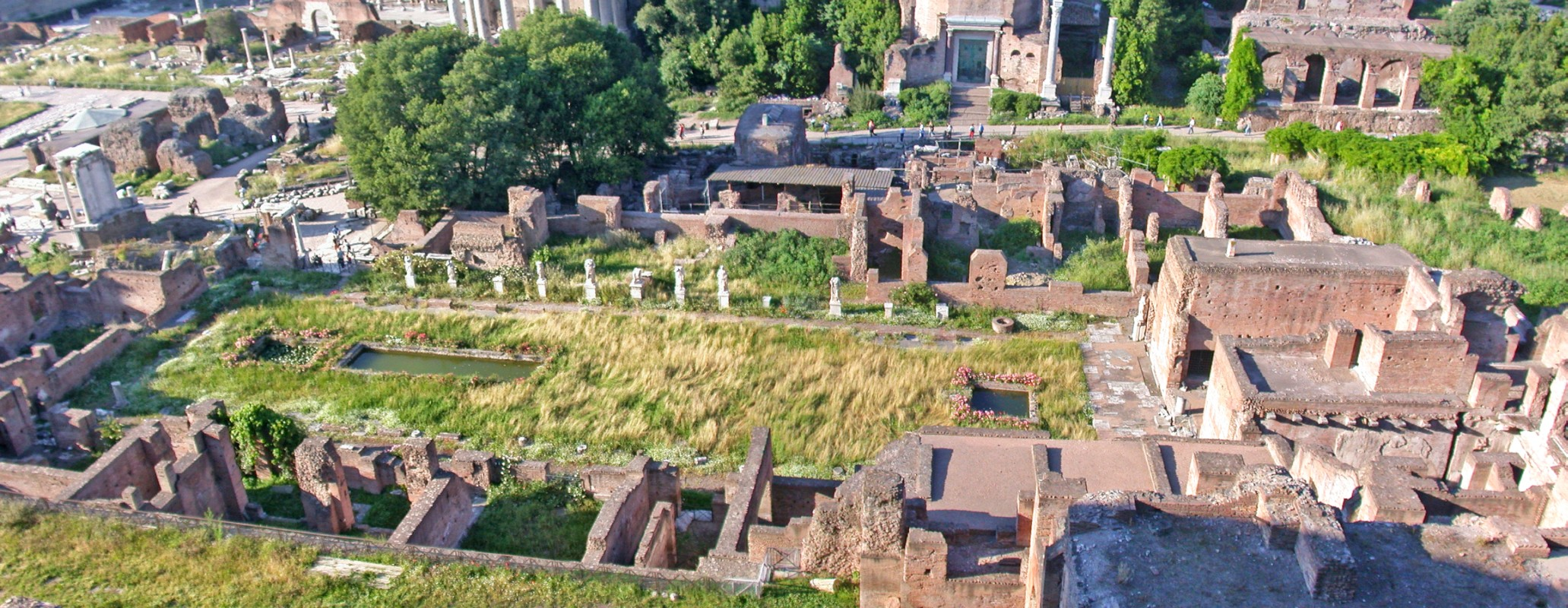
Vista actual, desde el Palatino.
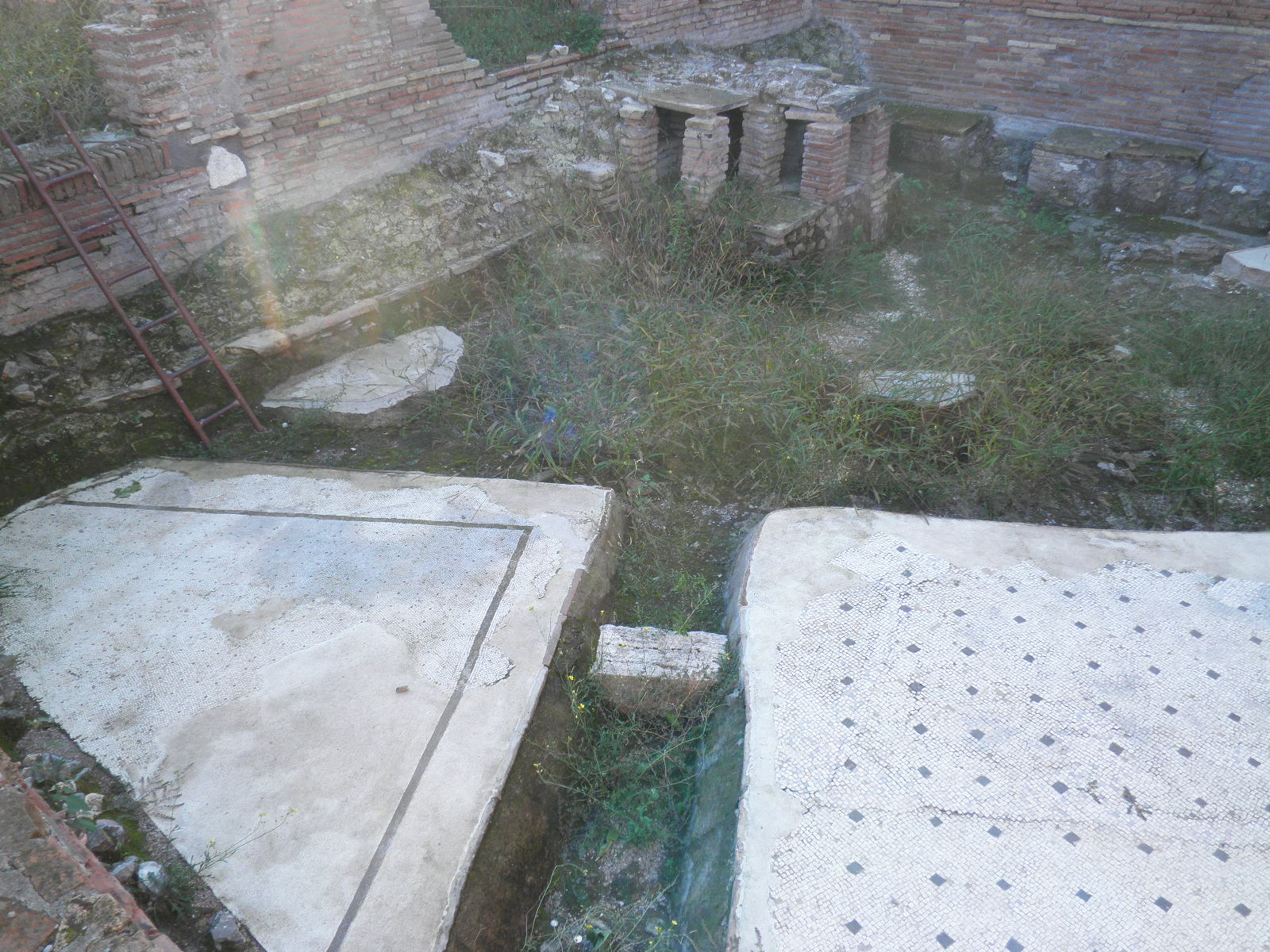
Suelo de la sala de estar de las vestales.